# Diocèse de Jixian
Le diocèse de Jixian est un siège de l'Église catholique de Chine suffragant de l'archidiocèse de Kaifeng. Il a été constitué sur le territoire d'une mission existant depuis 1843 et se trouve dans la province du Henan. Il était, avant la prise de pouvoir des communistes en 1949, confié aux missionnaires italiens. Le siège épiscopal est à Anyang.

## Historique
- 1869: constitution du vicariat apostolique du Honan septentrional détaché du vicariat apostolique du Honan, aujourd'hui diocèse de Nanyang
- 21 septembre 1916: cède une portion de son territoire à l'avantage de l'érection du vicariat apostolique du Honan oriental, aujourd'hui archidiocèse de Kaifeng
- 2 août 1929: prend le nom de vicariat apostolique de Weihufu (Jixian)
- 7 juillet 1936: cède une portion de son territoire pour la préfecture apostolique de Xinxiang
- 11 avril 1946: selon la bulle de Pie XII Quotidie Nos, est élevé au statut de diocèse[1].
- Le 4 août 2015, l'abbé Joseph Zhang Yin-lin est consacré évêque coadjuteur avec mandat papal et son ordination est reconnue également par les autorités communistes chinoises; la précédente nomination d'un évêque chinois (Thaddée Ma Daqin) - nommé évêque auxiliaire de Shanghai - remontait à 2012[2]. Il succède à l'évêque nommé par le pouvoir à sa mort le 8 mai 2016.

## Ordinaires
- Giovanni Domenico Rizzolati, ofm, 30 août 1839 - 1856
- Jean-Henri Baldus, 2 mars 1844 - 1865, nommé vicaire apostolique du Tchékiang
- Miguel Navarro, 8 avril 1856 - 9 septembre 1867, décédé
- Giovanni Menicatti, pime, 12 septembre 1903 - 1919
- Martino Chiolino, pime, 23 février 1921 - 1929
- Mario Civelli, pime, 18 juillet 1946 - 2 février 1966, décédé
- Sede vacante (1966-2016)
- Joseph Zhang Yin-lin, depuis le 8 mai 2016

## Statistiques
En 1950, le diocèse comptait 46 000 baptisés pour une population de 2 500 000 personnes, avec 17 prêtres séculiers, 12 prêtres réguliers et 48 religieuses.

## Source
- Annuaire pontifical, 1951